# Oblężenie Malty (1565)

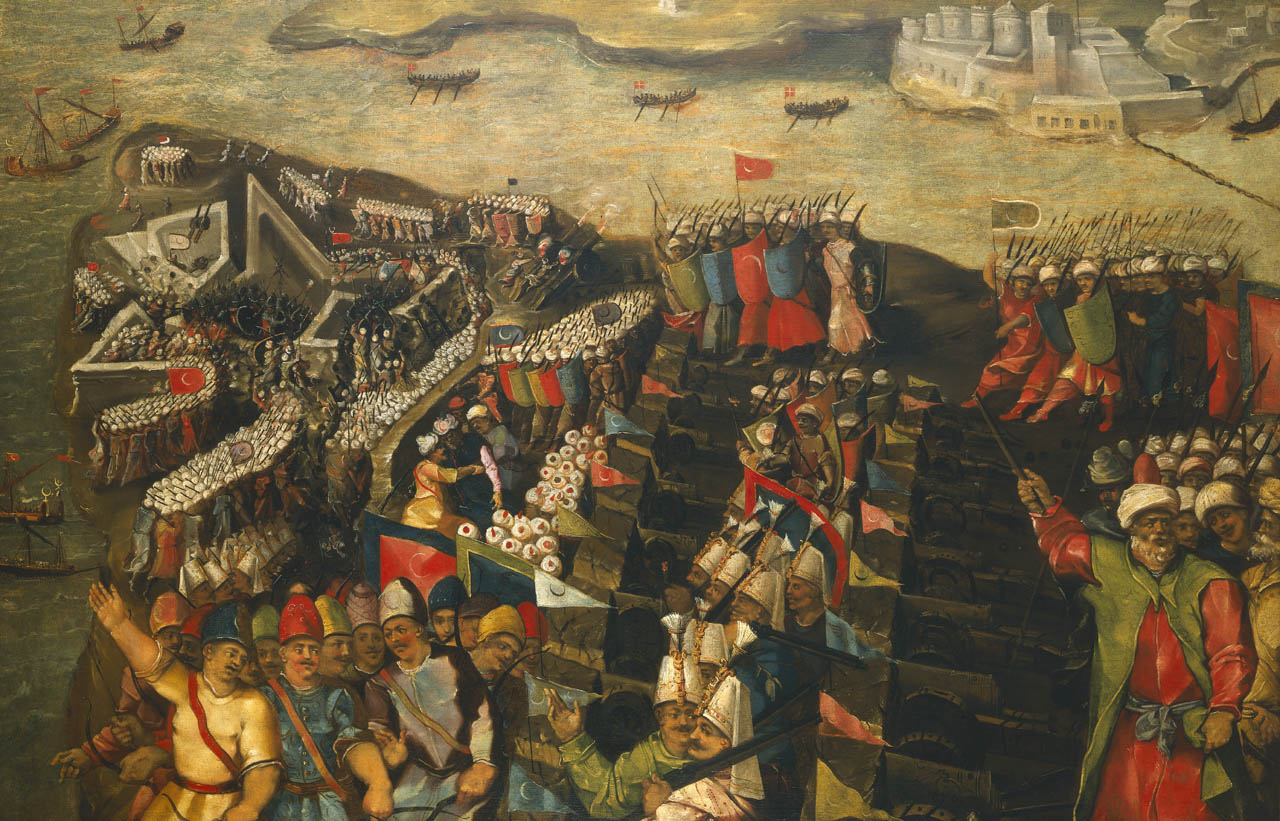

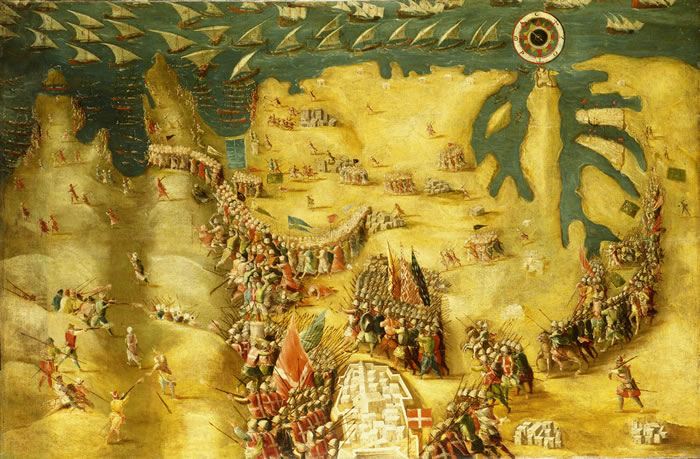

Oblężenie Malty – jedno z najważniejszych wydarzeń związanych z rozwojem terytorialnym Imperium Osmańskiego, trwające od 19 maja do 11 września 1565. Jest uznawane za przełomowy moment w historii tego państwa, w którym zahamowany został jego rozwój terytorialny. Według wielu historyków ustępuje jednak pod tym względem morskiej bitwie pod Lepanto.

## Cel wyprawy
Oblężenie miało miejsce pod koniec panowania sułtana Sulejmana Wspaniałego, który postanowił raz na zawsze rozwiązać kwestię zakonu joannitów, przeszkadzającego mu w wyraźny sposób w opanowaniu przez jego kraj środkowej części Morza Śródziemnego, co umożliwiłoby poprowadzenie dalszej ekspansji (m.in. na Sycylię). Głównym celem wyprawy na siedzibę joannitów było całkowite zniszczenie zakonu.

## Armie
Głównodowodzącym osmańską armią inwazyjną był Lala Mustafa Pasza, pod którego rozkazami znalazła się licząca ponad 28 tysięcy żołnierzy armia lądowa (liczba ta nie obejmuje marynarzy znajdujących się na okrętach floty inwazyjnej). Wkrótce do wojsk tych dołączyły jeszcze liczące ok. 20 tysięcy ludzi posiłki. Wyspy broniło ok. 9 tysięcy żołnierzy, w tym 592 kawalerów zakonnych, broniących się głównie w najsilniej umocnionych twierdzach – Forcie św. Elma na półwyspie Sciberras, Forcie św. Anioła na półwyspie Birgu i Forcie św. Michała na półwyspie Senglea – górujących nad zatoką Wielki Port (fr. Porto Grande, ang. Grand Harbour).

## Początek – niepowodzenia napastników
Mimo bardzo dużej przewagi liczebnej wojska osmańskie nie potrafiły jej wykorzystać, co było skutkiem skłócenia najwyższego dowództwa i prowadziło do fatalnych w skutkach błędów. Z jednej strony głównodowodzący już na początku popełnił spory błąd kierując swe wojska na fort św. Elma, który był pozbawiony większego znaczenia strategicznego w wypadku przejęcia reszty wyspy. Zdobycie fortecy spowodowało poniesienie licznych strat i trwało bardzo długo (do 24 czerwca), co doprowadziło do spadku morale u żołnierzy.

## Sytuacja u obrońców
Oblężeni, mimo początkowego przerażenia, utrzymywali się w ryzach dzięki sprawnemu dowodzeniu przez wielkiego mistrza zakonu, Jeana de la Valette, który licząc się z tym, że uchronić wyspę mogą tylko posiłki (obiecane przez króla Hiszpanii Filipa II), ze wszystkich sił angażował się w jak najdłuższe utrzymywanie pozycji (kosztem utraty życia ponad stu kawalerów zakonu oraz tysiąca żołnierzy – obrońców fortu św. Elma), by porażkami nie zniechęcić wicekróla Sycylii do udzielenia mu pomocy. Morale obrońców wzrosło, kiedy przybyła licząca około 700 żołnierzy odsiecz zwana Piccolo Soccorso, co dowodziło, że nie zapomniano o kawalerach i że odsiecz jest możliwa. Mimo to stan umocnień obronnych był krytyczny, gdyż ostrzał wojsk osmańskich trwał nieustannie.

## Odsiecz
Poświęcenie kawalerów opłaciło się w końcu, kiedy to o świcie 7 września do Zatoki Mellieha przybyła opóźniona odsiecz Gran Soccorso, duże posiłki z 9 tysiącami żołnierzy, zebranych przez wicekróla Sycylii don García Álvarez de Toledo y Osorio. Przybycie odsieczy spowodowało kompletne załamanie morale żołnierzy sułtańskich, a plotki rozpuszczane przez obleganych wyolbrzymiające jej wielkość spowodowały odwrót wojsk Lala Mustafy Paszy 8 września. Kiedy zorientowano się w liczbie wojsk przybyłych na wyspę, głównodowodzący postanowił stoczyć z wojskami hiszpańskimi (dowódca Ascanio della Corgna) bitwę lądową, która – ze względu na wyczerpanie trwającym blisko cztery miesiące oblężeniem oraz słabym morale wojsk osmańskich – została przegrana w okolicach miasteczka Cité Vieille.

## Wynik batalii
Podczas oblężenia zginęło około połowy żołnierzy osmańskich, duża część kawalerów maltańskich oraz ponad połowa mieszkańców wyspy. Zagrożenie, które zawisło nad wyspą, nie zostało jednak unicestwione. Sulejman Wspaniały, zły z powodu wielkiej klęski swej niepokonanej do tej pory armii, postanowił powtórzyć akcję, stając na czele swych wojsk. Wyprawa miała się odbyć już w roku następnym, co musiało przerażać kawalerów maltańskich, gdyż mury ich twierdz – jeśli w ogóle jeszcze istniały (jak w przypadku kompletnie zdewastowanego San Elmo) – były w opłakanym stanie. Na ich szczęście śmierć sułtana podczas kampanii na Bałkanach spowodowała załamanie tych planów i ostateczne ocalenie zakonu joannitów.
Dwieście lat później Voltaire mógł napisać: Nie ma nic słynniejszego nad oblężenie Malty.
Suwerenny Rycerski Zakon Szpitalników Świętego Jana, z Jerozolimy, z Rodos i z Malty przetrwał na wyspie do zajęcia jej przez Napoleona w 1798. Dzisiaj siedzibą wielkiego mistrza zakonu joannitów jest Pałac Maltański w Rzymie, a szpitalnicy prowadzą działalność dyplomatyczną i charytatywną, w tym przede wszystkim medyczną.

## Nawiązania w kulturze
W czasie oblężenia Malty osadzona jest fabuła powieści Religia Tima Willocksa.